# Melonycteris fardoulisi
Melonycteris fardoulisi је врста сисара из реда слепих мишева и породице велики љиљци. 

## Распрострањење
Соломонова острва су једино познато природно станиште врсте.

## Станиште
Врста Melonycteris fardoulisi има станиште на копну.
Површина коју врста заузима је вероватно мања од 20 хиљада квадратних километара.

## Угроженост
Ова врста није угрожена, и наведена је као последња брига, јер има широко распрострањење.

### Популациони тренд
Популација ове врсте се смањује, судећи по расположивим подацима.